# Suomalaisten kemistien seura
Suomalaisten kemistien seura (SKS) är en finländsk (finskspråkig) kemistförening. 
Suomalaisten kemistien seura, som har sitt säte i Helsingfors, grundades 1919 och är de finskspråkiga kemisternas vetenskapliga samfund, med sex underavdelningar. Organisationen utdelar bland annat Gadolinmedaljen. År 1937 bildade SKS, tillsammans med det svenskspråkiga Finska kemistsamfundet samarbetsorganisationen Centralrådet för Finlands kemister, vilket 1970 ersattes av Kemiska sällskapet i Finland. SKS utgav 1928–1973 språkröret Suomen Kemistilehti. 